# Пантелеймон (персонаж)
Пантелейм́он (також відомий як Пан) (англ. Pantalaimon, Pan) — персонаж з фантастичної трилогії Філіпа Пулмана, деймон Ліри Белакви. Приймав різну подобу: від метелика до гепарда. Після відділення від Ліри, коли вона увійшла в Світ мертвих, вони з Лірою стали здатні долати великі відстані один від одного. У період дорослішання Ліри, Пантелеймон став лісовою куницею на честь Уілла Паррі, який був закоханий в Ліру.

## Біографія

### Ранні роки
У дитячі роки Ліри, Пантелеймон також плакав і кричав, як його маленька господиня. Наприклад, в момент дуелі Лорда Азріель з містером Колтер, коли Ліра з циганкою-годувальницею ховалися в комірчині.

### Дитинство
Пан постійно сперечався з Лірою, але також давав їй поради, як правильно вчинити, грав з нею, розмовляв. Це було Друге «Я» Ліри. Також він намагався роздратувати інших деймонів.

### Сепарація
Людина та її деймон об'єднані духовно, в неподільне ціле. Міцний зв'язок між ними змушує перебувати на невеликій відстані один від одного. Насильницьке ж відділення людини від деймона (тобто сепарація) викликає неймовірний фізичний і емоційний біль для обох, часто це є причиною смерті; однак, деякі культури освоїли методи, які дозволяють деймону здобути більшу свободу. Наприклад, відьми, так само як люди, які вирішили стати шаманами, повинні винести виснажливі ритуальні випробування, які мають на увазі відділення від деймона на якийсь час, поки вони знаходяться в духовному пошуку. Після возз'єднання вони отримують здатність віддалятися один від одного на значно більшу відстань, зберігаючи при цьому міцний зв'язок між собою.
У трилогії Жертовний Рекрутаціонний Центр використовує спеціальну гільйотину, щоб відокремити людей від їх деймонів, не вбиваючи їх. Однак, на відміну від випробувань, яким піддаються відьми і шамани, гільйотина повністю знищує зв'язок між людиною і деймоном, часто перетворюючи людину в своєрідного зомбі.
Пантелеймон не міг увійти в Світ мертвих, і Ліра залишила його на причалі в передмісті мертвих. Ця сепарація таким чином могла викликати сильний біль, але це призвело до їх можливості подорожувати на великі відстані один від одного (Пан міг бути в формі деймона). В майбутньому він і Ліра почали подорожувати мультивсесвітом.

## Перевтілення
- Поки Ліра не подорослішала, Пантелеймон міг перетворюватися в різні види тварин і птахів.
- Залежно від того чи іншого випадку, Пантелеймон приймав той, чи інший вид і розмір.
- Розмір великих тварин при цьому був масштабованим у меншу сторону і не мав натуральної величини.
- У фільмі «Золотий компас» Пантелеймон часто перебував у двох формах: горностая та дикого кота.

| Тварина         | Мета перетворення     | Цитата |
| --------------- | --------------------- | --- |
| Кажан           | Хвилювання            | Пантелеймон так розхвилювався при цьому, що перетворився на кажана.                                       |
| Мініатюрний лев | Залякування суперника | ...коли Пантелеймон перетворився в лева, вони відступили.                                                 |
| Дракон          | Залякування суперника | ...Пантелеймон, зневажаючи убогу уяву цих циганських деймонів, прийняв вигляд дракона завбільшки з борзу. |
| Канарка         | Дражнити              | Пантелеймон, який прийняв вигляд канарки, підстрибував все ближче ..., намагаючись її роздратувати.       |
| Горностай       | Ввічлива форма        | Пантелеймон, для ввічливості прийняв вигляд горностая, терся біля її ніг.                                 |
| Грак            | Швидке переміщення    | Пантелеймон на даху завжди перетворювався на птаха ... як грак ...                                        |
| Гепард          |                       | |
| Дикий кіт       |                       | |
| Метелик         |                       | |

## Фільми

### Золотий компас
- Лорд Азріель з інтересом спостерігав за перетворенням деймона Ліри і запитав її: «Твій деймон ще не визначився?».
- Маріса Колтер зробила догану Лірі за те, що її деймон занадто дикий, і веліла її навчитися його приборкувати.

## Появи
- «Північне сяйво» (книга)
- «Золотий компас» (фільм)
- «Золотий компас» (відеогра)[en]
- «Магічний ніж» (книга)
- «Янтарне скло» (книга)
- «Оксфорд Ліри» (книга)
- «Північне сяйво: Графічні новели» (комікс)
- «Прекрасна дикунка» (книга)